# Prêmio Sonning
O Prêmio Sonning (em dinamarquês:  Sonningprisen) é concedido bianualmente para contribuições de destaque à cultura europeia. Um comitê dirigido pelo reitor da Universidade de Copenhague decide entre candidatos propostos por universidades europeias. O prêmio tem valor monetário de 1 milhão de DKK (~135.000 €). A cerimônia de concessão do prêmio ocorre em 19 de abril (aniversário de Sonning) na Universidade de Copenhague. O prêmio foi estabelecido por desejo do editor e autor dinamarquês Carl Johan Sonning (1879—1937). Foi concedido a primeira vez em 1950 e subsequentemente todo segundo ano a partir de 1959. 

## Recipientes
| Ano  | Recipiente                               | Campo                                              | Nacionalidade |
| ---- | ---------------------------------------- | -------------------------------------------------- | ------------- |
| 1950 | Winston Churchill                        | autor e estadista                                  | Reino Unido   |
| 1959 | Albert Schweitzer                        | filosofia                                          | Alemanha      |
| 1960 | Bertrand Russell                         | filosofia                                          | Reino Unido   |
| 1961 | Niels Bohr                               | física                                             | Dinamarca     |
| 1962 | Alvar Aalto                              | arquitetura                                        | Finlândia     |
| 1963 | Karl Barth                               | teologia                                           | Suíça         |
| 1964 | Dominique Pire                           | teologia                                           | Bélgica       |
| 1965 | Richard Nikolaus Graf Coudenhove-Kalergi | autor e estadista                                  | Áustria       |
| 1966 | Laurence Olivier                         | ator                                               | Reino Unido   |
| 1967 | Willem Visser 't Hooft                   | teologia                                           | Países Baixos |
| 1968 | Arthur Koestler                          | autor                                              | Reino Unido   |
| 1969 | Halldór Laxness                          | autor                                              | Islândia      |
| 1970 | Max Tau                                  | autor                                              | Alemanha      |
| 1971 | Danilo Dolci                             | assistente social                                  | Itália        |
| 1973 | Karl Popper                              | filosofia                                          | Áustria       |
| 1975 | Hannah Arendt                            | politologia                                        | Alemanha      |
| 1977 | Arne Næss                                | filosofia                                          | Noruega       |
| 1979 | Hermann Gmeiner                          | fundfador do SOS Children's Villages International | Áustria       |
| 1981 | Dario Fo                                 | teatro                                             | Itália        |
| 1983 | Simone de Beauvoir                       | autor                                              | França        |
| 1985 | William Heinesen                         | autor                                              | Ilhas Feroé   |
| 1987 | Jürgen Habermas                          | filosofia                                          | Alemanha      |
| 1989 | Ingmar Bergman                           | teatro e cinema                                    | Suécia        |
| 1991 | Václav Havel                             | autor e estadista                                  | Chéquia       |
| 1994 | Krzysztof Kieślowski                     | cinema                                             | Polónia       |
| 1996 | Günter Grass                             | autor                                              | Alemanha      |
| 1998 | Jørn Utzon                               | arquitetura                                        | Dinamarca     |
| 2000 | Eugenio Barba                            | teatro                                             | Itália        |
| 2002 | Mary Robinson                            | Alto Comissariado para os Direitos Humanos da ONU  | Irlanda       |
| 2004 | Mona Hatoum                              | artes criativas                                    | Reino Unido   |
| 2006 | Ágnes Heller                             | filosofia                                          | Hungria       |
| 2008 | Renzo Piano                              | arquitetura                                        | Itália        |
| 2010 | Hans Magnus Enzensberger                 | autor                                              | Alemanha      |
| 2012 | Orhan Pamuk                              | autor                                              | Turquia       |
| 2014 | Michael Haneke                           | cinema                                             | Áustria       |
| 2018 | Lars von Trier                           | cinema                                             | Dinamarca     |